# رولاند مولر
رولاند مولر (بالألمانية: Roland Müller) (2 مارس 1988 كولونيا ألمانيا - ) هو لاعب كرة قدم ألماني يلعب كحارس مرمى.

## وصلات خارجية
رولاند مولر على موقع قاعدة بيانات كرة القدم.إي يو (الإنجليزية)
- رولاند مولر على موقع بيانات كرة القدم. دي إي (الألمانية)
- رولاند مولر على موقع ناشيونال فوتبول تيمز (الإنجليزية)
- رولاند مولر على موقع عالم كرة القدم.نت (الإنجليزية)